# Irving Wensley Carlson
Pour les articles homonymes, voir Carlson.
Irving Wensley Carlson  (né en 1941) est un fermier, enseignant, cheminot et un homme politique provincial canadien de la Saskatchewan. Il représente la circonscription de Yorkton à titre député du Nouveau Parti démocratique de 1971 à 1975.

## Biographie
Né à Melville en Saskatchewan, Carlson étudie en agriculture à l'Université de la Saskatchewan. Il travaille ensuite sur une ferme et pour le Canadien National.
Défait en 1967, il est finalement élu en 1971. En 1973, il devient secrétaire parlementaire du député de Tisdale-Kelsey, John Rissler Messer.
Carlson est aussi agent de la campagne électorale de Lorne Nystrom qui est élu député néo-démocrate fédéral de Yorkton—Melville en 1968 et en 1972.